# Copa Asiática 2015
La Copa Asiática 2015 fue la XVI edición del torneo de selecciones nacionales absolutas más importante de la Confederación Asiática de Fútbol (AFC), se llevó a cabo en Australia entre el 9 y el 31 de enero del 2015. Esta fue la primera ocasión que la Copa Asiática salió del área geográfica del continente asiático para realizarse en el país oceánico luego que este se uniera a la AFC en el año 2006. Con su presencia en la competición, la selección de Palestina marcó su debut en la Copa Asiática. 
Japón, que participó como el campeón defensor tras ganar la edición anterior en 2011, no pudo revalidar su título y terminó eliminado en la instancia de cuartos de final luego de caer ante la selección de los Emiratos Árabes Unidos en una definición por penales. Con esto, los japoneses no lograron ubicarse entre los cuatro primeros lugares, algo que no ocurría desde la Copa Asiática 1996.
Australia se coronó campeón del torneo al derrotar en la final a la selección de Corea del Sur con un marcador de 2 a 1; de esta manera logra su primer trofeo de la Copa Asiática, convirtiéndose en la primera selección en el mundo que logra ganar títulos continentales oficiales en dos distintas confederaciones, ya que antes obtuvo 4 Copa de las Naciones de la OFC en su tiempo afiliada a la Confederación Oceánica de Fútbol. En calidad de campeón del área, Australia asistió como representante de la AFC a la Copa FIFA Confederaciones 2017 de Rusia.
Con la derrota en la final, la selección de Corea del Sur falló en el intento de conseguir su tercera Copa Asiática, sin embargo, pudo superar el tercer lugar de su participación anterior al finalizar como subcampeón, puesto que no obtenía desde la Copa Asiática 1988. Por su parte, la selección de los Emiratos Árabes Unidos completó el podio luego de ganarle a Irak el partido por el tercer lugar, Emiratos Árabes Unidos no alcanzaba el podio desde la Copa Asiática 1996 en donde llegó a ser subcampeón, la que es hasta ahora su mejor participación.

## Elección del país anfitrión
Australia mostró sus intenciones de albergar la Copa Asiática de Naciones de 2015 desde el año 2009, mucho antes de concretarse su designación. El 29 de julio de 2010 la Federación de Fútbol de Australia presentó de manera oficial su candidatura ante la AFC adhiriéndose de esta forma al proceso de licitación formal diseñado por el ente rector del fútbol asiático, en los meses siguientes permaneció como único aspirante a ser sede del torneo.
Finalmente, el 5 de enero de 2011, Australia fue nombrada oficialmente como sede de la Copa Asiática de Naciones de 2015 luego de una reunión del Comité Ejecutivo de la AFC realizado en Doha, Catar. El anuncio fue hecho por Mohamed Bin Hammam presidente de la Confederación Asiática de Fútbol.

## Organización

### Sedes
La Federación de Fútbol de Australia propuso ocho posibles sedes para el torneo en caso de realizarse en Australia. La AFC ha considerado que en cualquier caso usará cuatro o cinco estadios El 27 de marzo del 2013 se dio a conocer las 5 sedes del torneo: Sídney, Melbourne, Canberra, Brisbane y Newcastle.
| Brisbane          | Canberra                                     | Melbourne                                    |
| ----------------- | -------------------------------------------- | -------------------------------------------- |
| Brisbane Stadium  | Canberra Stadium                             | AAMI Park                                    |
| Aforo: 52.500     | Aforo: 25.000                                | Aforo: 30.050                                |
|                   |                                              |                                              |
| Newcastle         | Brisbane Newcastle Sídney Canberra Melbourne | Brisbane Newcastle Sídney Canberra Melbourne |
| Newcastle Stadium | Brisbane Newcastle Sídney Canberra Melbourne | Brisbane Newcastle Sídney Canberra Melbourne |
| Aforo: 33.000     | Brisbane Newcastle Sídney Canberra Melbourne | Brisbane Newcastle Sídney Canberra Melbourne |
|                   | Brisbane Newcastle Sídney Canberra Melbourne | Brisbane Newcastle Sídney Canberra Melbourne |
| Sídney            | Brisbane Newcastle Sídney Canberra Melbourne | Brisbane Newcastle Sídney Canberra Melbourne |
| Estadio ANZ       | Brisbane Newcastle Sídney Canberra Melbourne | Brisbane Newcastle Sídney Canberra Melbourne |
| Aforo: 84.000     | Brisbane Newcastle Sídney Canberra Melbourne | Brisbane Newcastle Sídney Canberra Melbourne |
|                   | Brisbane Newcastle Sídney Canberra Melbourne | Brisbane Newcastle Sídney Canberra Melbourne |

### Calendario
El calendario del torneo, al igual que las sedes, fue anunciado el 27 de marzo de 2013.
| Fase                         | Fecha                |
| ---------------------------- | -------------------- |
| Fase de grupos               | Del 9 al 20 de enero |
| Cuartos de final             | 22 y 23 de enero     |
| Semifinales                  | 26 y 27 de enero     |
| Partido por el tercer puesto | 30 de enero          |
| Final                        | 31 de enero          |

### Formato de competición

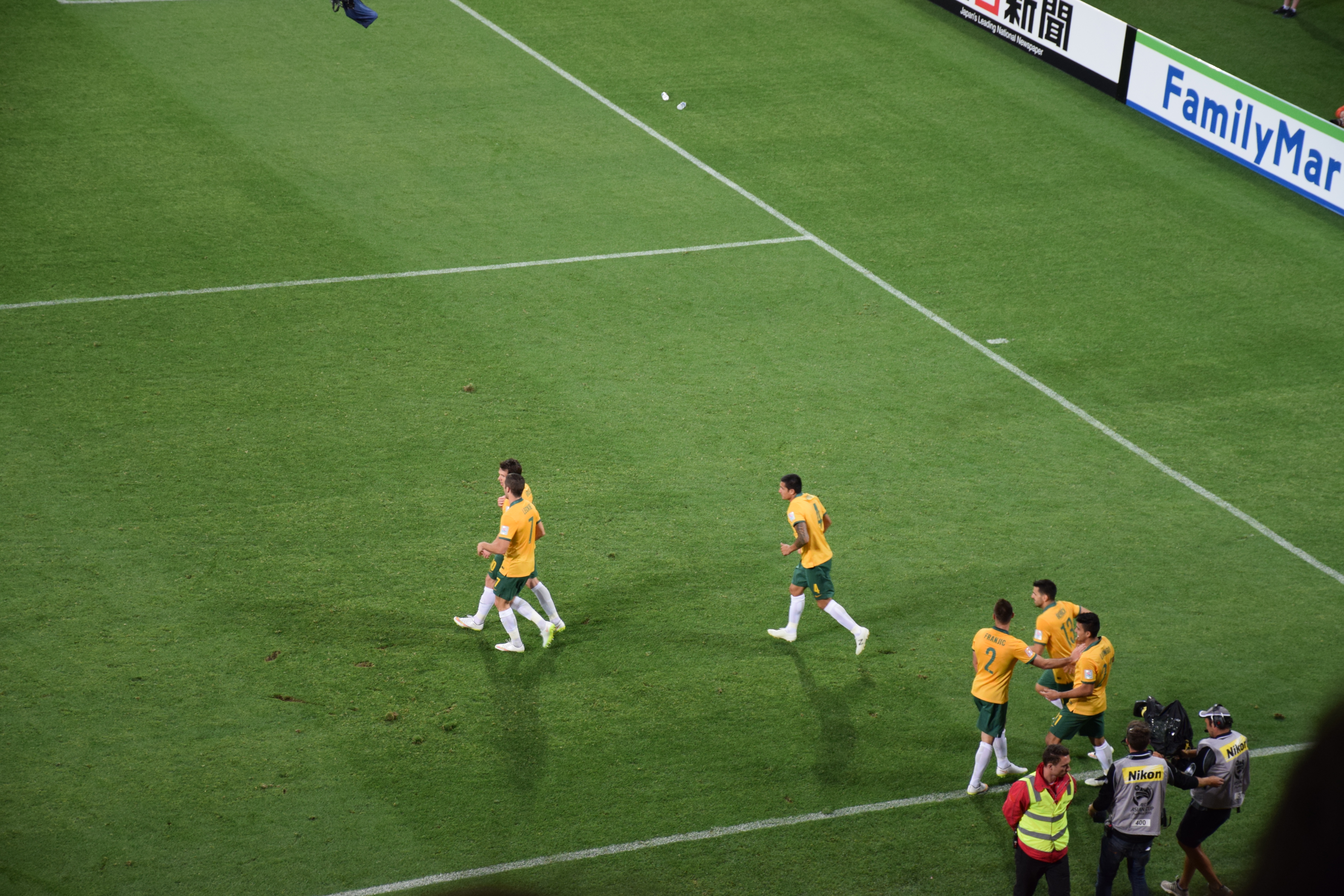
Partido inaugural entre y.

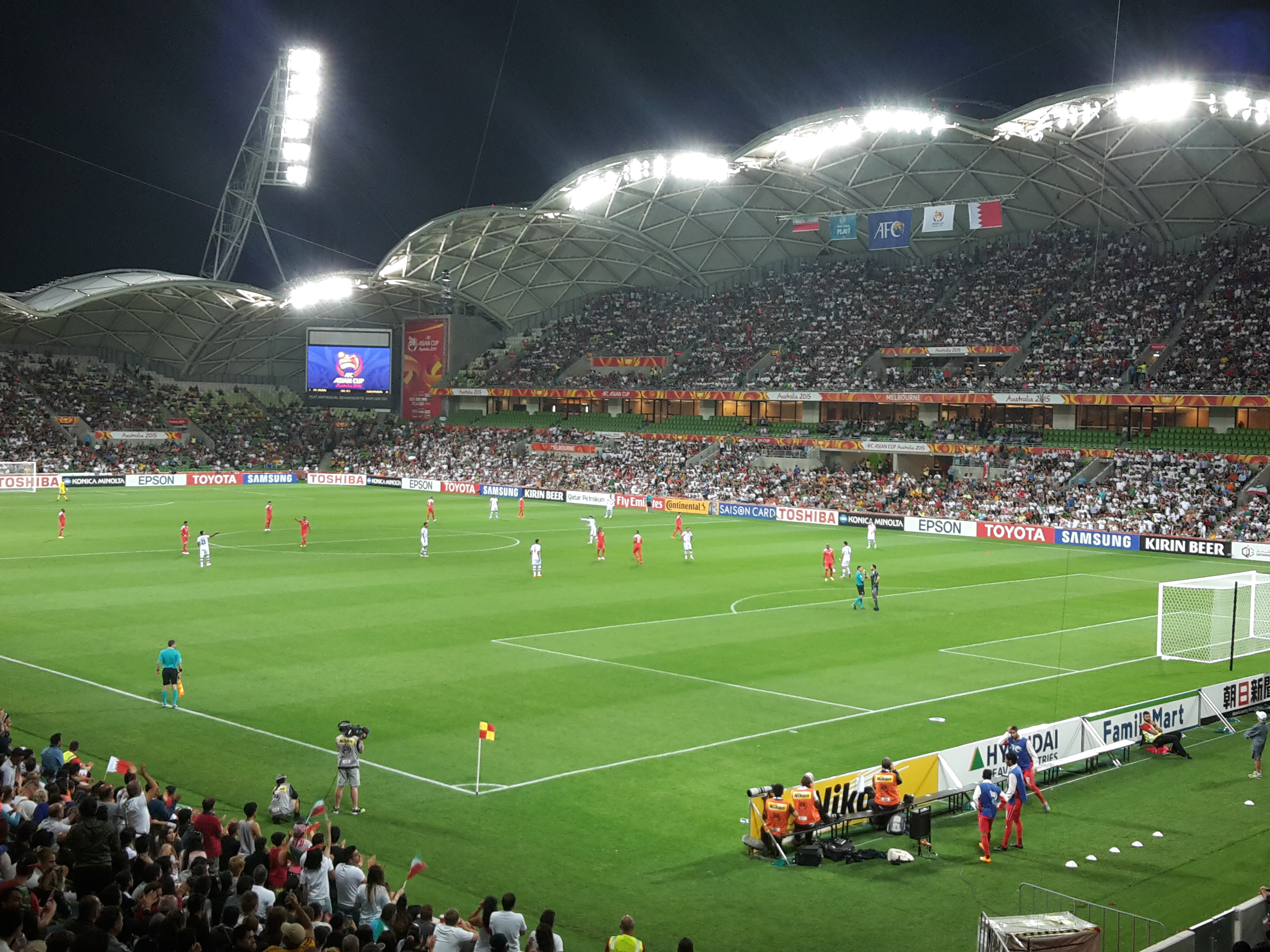
Partido en el Melbourne Rectangular Stadium entre vs.

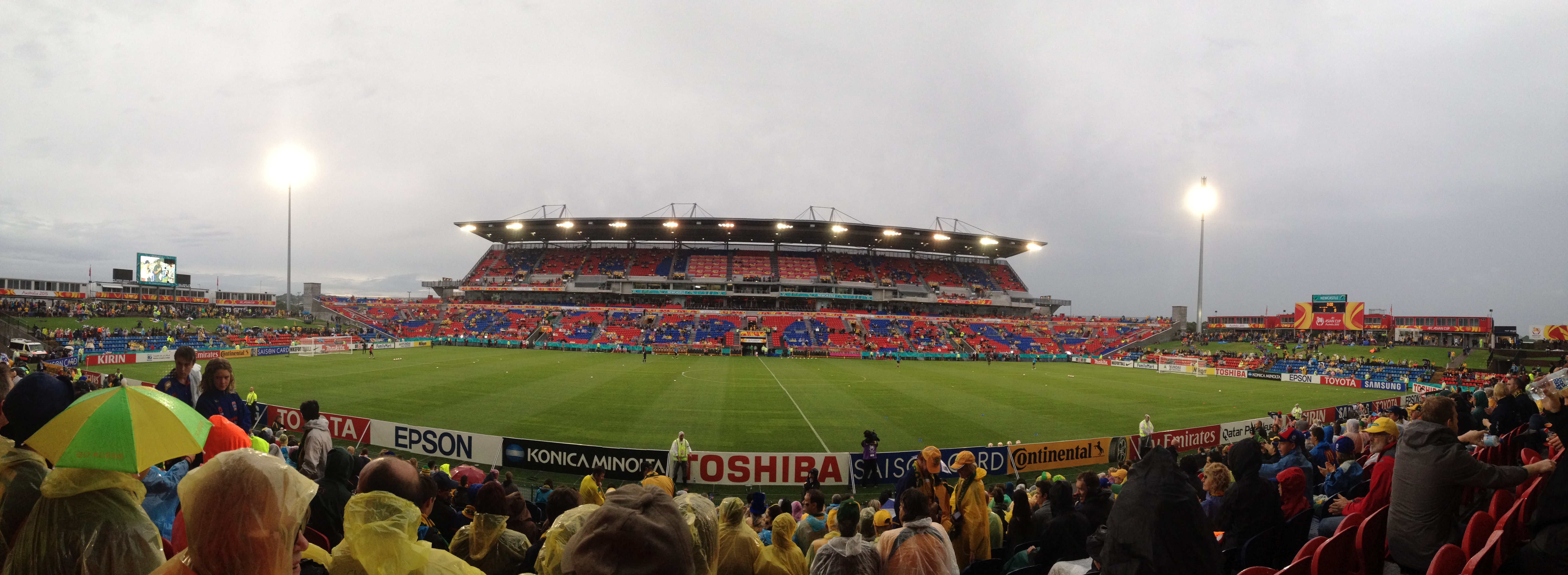
El Newcastle Stadium durante la semifinal entre y.

El torneo se desarrolla dividido en dos fases: Fase de grupos y Fase de eliminación.
En la fase de grupos los 16 equipos participantes se dividen en 4 grupos de 4 equipos, cada equipo juega una vez contra sus rivales de grupo en un sistema de todos contra todos y clasifican a la siguiente fase las dos selecciones que consigan la mayor cantidad de puntos los cuales son otorgados de la siguiente manera:
- 3 puntos por partido ganado.
- 1 punto por partido empatado.
- 0 puntos por partido perdido.

Si al finalizar la fase de grupos 2 o más equipos obtienen la misma cantidad de puntos se aplican los siguientes criterios de desempate:
- Mayor número de puntos obtenidos en los partidos entre los equipos en cuestión.
- Diferencia de goles resultado de los partidos entre los equipos en cuestión.
- Mayor número de goles marcados en los partidos entre los equipos en cuestión.
- Diferencia de goles resultado de todos los partidos de grupo.
- Mayor número de goles marcados en todos los partidos de grupo.
- Tiros desde el punto penal, solo si son 2 los equipos involucrados y ambos se encuentran en el campo de juego.
- La puntuación más baja, calculada de acuerdo con la fórmula establecida en el Apéndice 1 del Reglamento de Competición del torneo, relativo al número de tarjetas amarillas y rojas recibidas por cada equipo en los partidos de grupo.
  - Por tarjeta amarilla: 1 punto;
  - Por tarjeta roja (como consecuencia de 2 tarjetas amarillas): 3 puntos;
  - Por tarjeta roja (directa): 3 puntos;
  - Por tarjeta amarilla seguida de una tarjeta roja (directa): 4 puntos.
- Sorteo.

La fase de eliminación consiste en los cuartos de final, semifinales, partido por el tercer lugar y final. Los partidos de esta fase se juegan con un sistema de eliminación directa, participan los 8 equipos procedentes de la fase de grupos, los 4 equipos que resulten ganadores de los cuartos de final disputan las semifinales, los ganadores de las semifinales se enfrentan en la final mientras que los perdedores juegan por el tercer lugar. Si algún partido de la fase de eliminación termina empatado luego de los 90 minutos de tiempo de juego reglamentario se juega un tiempo extra consistente en dos periodos de 15 minutos, si la igualdad persiste se define al ganador mediante tiros desde el punto penal.

### Árbitros
El 1 de enero de 2015 la AFC nombró 12 equipos arbitrales y 3 equipos arbitrales de reserva. Entre los equipo arbitrales se nombró a uno liderado por Peter O'Leary perteneciente a la Confederación Oceánica de Fútbol.
| Árbitros                       | Árbitros asistentes                    |
| ------------------------------ | -------------------------------------- |
| Ben Williams Christopher Beath | Matthew Cream Paul Cetrangolo          |
| Nawaf Shukralla                | Yaser Tulefat Ebrahim Saleh            |
| Alireza Faghani                | Reza Sokhandan Mohammad Reza Abolfazli |
| Ryuji Sato                     | Toru Sagara Toshiyuki Nagi             |
| Kim Jong-Hyeok                 | Jeong Hae-Sang Yang Byoung-Eun         |
| Peter O'Leary                  | Jan Hendrik Hintz Mark Rule            |

| Árbitros                 | Árbitros asistentes                     |
| ------------------------ | --------------------------------------- |
| Abdullah Al Hilali       | Hamad Al Mayahi Abu Bakar Al Amri       |
| Abdulrahman Abdou        | Taleb Al-Marri Ramzan Al-Naemi          |
| Fahad Al-Mirdasi         | Badr Al-Shumrani Abdulla Al Shalwai     |
| Abdulla Hassan Mohamed   | Hasan Al Mahri Mohamed Al Hammadi       |
| Ravshan Irmatov          | Abdukhamidullo Rasulov Jakhongir Saidov |
| Muhammad Taqi Al-Jaafari | Lee Tzu Liang Jeffrey Goh               |

| Árbitros de reserva          | Árbitros asistentes de reserva  |
| ---------------------------- | ------------------------------- |
| Mohd Amirul Izwan Bin Yaacob | Mohd Yusri Muhamad Azman Ismail |
| Hettikamkanamge Perera       | Palitha Hemathunga              |
| Ng Chiu Kok                  | Chow Chun Kit                   |

### Ceremonia de apertura

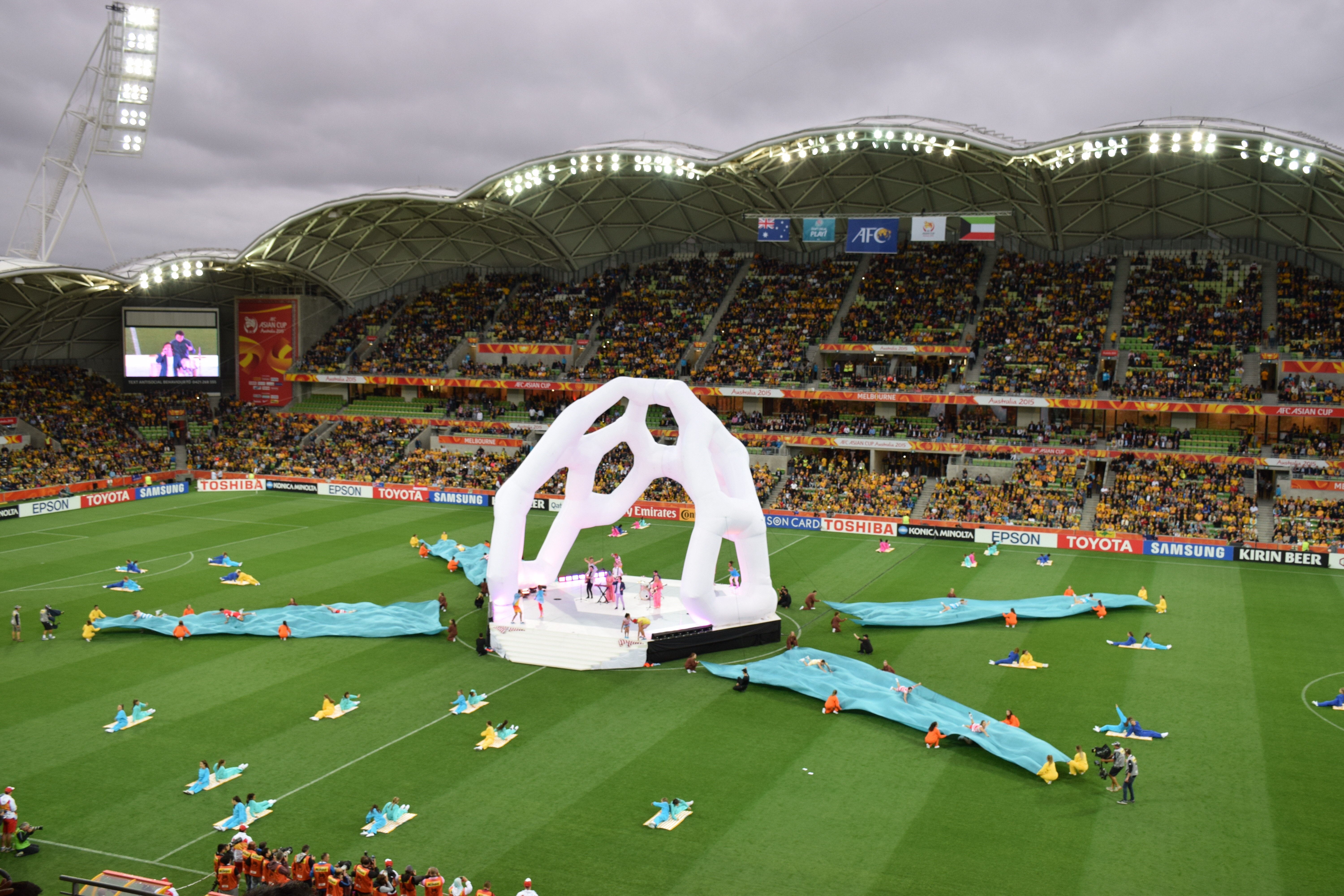
Ceremonia de inauguración del torneo.

La ceremonia de apertura la Copa Asiática 2015, que precedió al partido inaugural del torneo entre Australia y Kuwait, se realizó el 9 de enero de 2015 en el Estadio Rectangular de la ciudad de Melbourne, tuvo una duración de 11 minutos y fue producida por el consorcio de eventos Twenty3 Sport + Entertainment y la firma de tecnología creativa Spinifex Group.
La ceremonia fue dirigida por el productor Chong Lim e inició con la presentación del cantante de hip-hop australiano L-Fresh The Lion junto a Joelistics y Mistress of Ceremony, continuó con un número dedicado a la cultura australiana acompañado de la música de Geoffrey Gurrumul Yunupingu. Luego hizo su aparición la banda de indie pop Sheppard que interpretó el tema “Geronimo”, finalmente se presentó la DJ, cantante y bailarina australiana Havana Brown interpretando su éxito internacional “Warrior”. El acto contó además con la participación de 80 niños de los clubes de fútbol locales y 120 personas entre artistas, acróbatas y bailarines profesionales.

## Equipos participantes

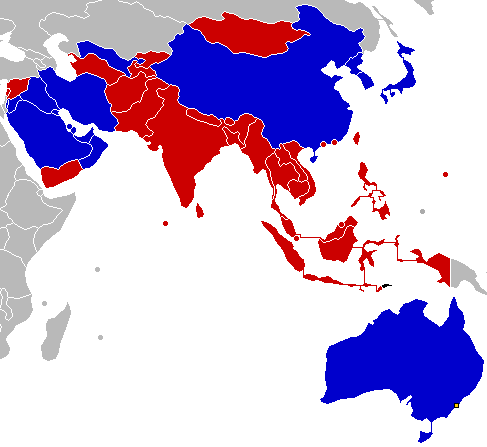
Clasificado
Eliminado
Descalificado/Abandonó el Torneo
No pertenece a la AFC

Son 16 las selecciones que participarán en el torneo continental asiático. La selección de Australia, por ser el anfitrión del torneo, y las selecciones de Japón y Corea del Sur, por terminar entre los tres primeros lugares de la Copa Asiática 2011, obtuvieron la clasificación directamente. En tanto, las selecciones de Corea del Norte y Palestina consiguieron la clasificación por resultar ganadores de la Copa Desafío de la AFC en sus ediciones 2012 y 2014 respectivamente.
Las 11 selecciones restantes obtuvieron su clasificación mediante el torneo de Clasificación para la Copa Asiática 2015 que se desarrolló entre febrero de 2013 y marzo de 2014.
En cursiva los equipos debutantes.
| Equipos participantes | Equipos participantes  | Equipos participantes | Equipos participantes |
| --------------------- | ---------------------- | --------------------- | --------------------- |
| Arabia Saudita        | China                  | Irak                  | Kuwait                |
| Australia             | Corea del Norte        | Irán                  | Omán                  |
| Baréin                | Corea del Sur          | Japón                 | Palestina             |
| Catar                 | Emiratos Árabes Unidos | Jordania              | Uzbekistán            |

### Sorteo
Días antes del sorteo la Confederación Asiática de Fútbol (AFC) distribuyó a las selecciones en cuatro bombos sobre la base de la posición que ocuparon en el ranking FIFA publicado el 13 de marzo de 2014. Aunque Australia no se encontraba entre las 4 mejores selecciones asiáticas del ranking FIFA fue ubicada en el bombo 1 por ser el país anfitrión, además al momento de realizar esta distribución la selección de Palestina aún no había logrado el título de la Copa Desafío de la AFC 2014 por lo que el cupo del campeón de este torneo fue designado automáticamente al bombo 4.
Entre paréntesis se indica el puesto de cada selección en el ranking FIFA tomado en consideración.
| Bombo 1                                             | Bombo 2                                                                          | Bombo 3                                     | Bombo 4                                                         |
| --------------------------------------------------- | -------------------------------------------------------------------------------- | ------------------------------------------- | --------------------------------------------------------------- |
| Australia (63) Irán (42) Japón (48) Uzbekistán (55) | Corea del Sur (60) Emiratos Árabes Unidos (61) Jordania (66) Arabia Saudita (75) | Omán (81) China (98) Catar (101) Irak (103) | Baréin (106) Kuwait (110) Palestina (133) Corea del Norte (167) |

El procedimiento del sorteo fue como sigue:
- El bombo 4 fue sorteado en primer lugar y sus equipos fueron colocados en la última casilla de los grupos en orden alfabético del grupo A al grupo D.
- El mismo procedimiento anterior se aplicó para sortear a los equipos de los bombos 3, 2 y 1 en ese estricto orden.
- Al inicio del sorteo del bombo 1 Australia fue designada directamente a la primera casilla del grupo A.

De esta manera quedaron conformados los cuatro grupos de la Copa Asiática 2015.
El sorteo tuvo lugar en la Ópera de Sídney el 26 de marzo de 2014, la presentación de la ceremonia estuvo a cargo de Mark Bosnich y Stephanie Brantz mientras que la conducción del sorteo recayó sobre el secretario general de la AFC Dato' Alex Soosay quien contó con la colaboración del capitán de la selección de Irak Younis Mahmoud y del exfutbolista japonés Takashi Fukunishi.

## Fase de grupos
- Las horas indicadas corresponden al huso horario local de cada ciudad sede: Hora Estándar Oriental Australiana-AEST (UTC+10) en Brisbane y Hora de Verano Oriental Australiano-AEDT (UTC+11) en el resto de sedes.

### Grupo A
| Equipo        | Pts | PJ | PG | PE | PP | GF | GC | Dif |
| ------------- | --- | -- | -- | -- | -- | -- | -- | --- |
| Corea del Sur | 9   | 3  | 3  | 0  | 0  | 3  | 0  | 3   |
| Australia     | 6   | 3  | 2  | 0  | 1  | 8  | 2  | 6   |
| Omán          | 3   | 3  | 1  | 0  | 2  | 1  | 5  | -4  |
| Kuwait        | 0   | 3  | 0  | 0  | 3  | 1  | 6  | -5  |

| 9 de enero de 2015 | Australia                                                    | 4:1 (2:1) | Kuwait   | Estadio Rectangular, Melbourne                              |                                                             |
| 20:00 (AEDT)       | Cahill 33' · Luongo 45' · Jedinak 62' (pen.) · Troisi 90'+2' | Reporte   | Fadel 8' | Asistencia: 25 231 espectadores Árbitro(s): Ravshan Irmatov | Asistencia: 25 231 espectadores Árbitro(s): Ravshan Irmatov |

| 10 de enero de 2015 | Corea del Sur          | 1:0 (1:0) | Omán | Estadio de Canberra, Canberra                             |                                                           |
| 16:00 (AEDT)        | Cho Young-cheol 45'+1' | Reporte   |      | Asistencia: 12 552 espectadores Árbitro(s): Peter O'Leary | Asistencia: 12 552 espectadores Árbitro(s): Peter O'Leary |

| 13 de enero de 2015 | Kuwait | 0:1 (0:1) | Corea del Sur   | Estadio de Canberra, Canberra                             |                                                           |
| 18:00 (AEDT)        |        | Reporte   | Nam Tae-hee 36' | Asistencia: 8795 espectadores Árbitro(s): Alireza Faghani | Asistencia: 8795 espectadores Árbitro(s): Alireza Faghani |

| 13 de enero de 2015 | Australia                                                  | 4:0 (3:0) | Omán | Estadio Australia, Sídney                              |                                                        |
| 20:00 (AEDT)        | McKay 27' · Kruse 30' · Milligan 45'+3' (pen.) · Juric 70' | Reporte   |      | Asistencia: 50 276 espectadores Árbitro(s): Ryuji Sato | Asistencia: 50 276 espectadores Árbitro(s): Ryuji Sato |

| 17 de enero de 2015 | Australia | 0:1 (0:1) | Corea del Sur       | Estadio de Brisbane, Brisbane                               |                                                             |
| 19:00 (AEST)        |           | Reporte   | Lee Jeong-hyeop 32' | Asistencia: 48 513 espectadores Árbitro(s): Nawaf Shukralla | Asistencia: 48 513 espectadores Árbitro(s): Nawaf Shukralla |

| 17 de enero de 2015 | Omán           | 1:0 (0:0) | Kuwait | Estadio de Newcastle, Newcastle                            |                                                            |
| 20:00 (AEDT)        | Al-Muqbali 69' | Reporte   |        | Asistencia: 7499 espectadores Árbitro(s): Fahad Al-Mirdasi | Asistencia: 7499 espectadores Árbitro(s): Fahad Al-Mirdasi |

### Grupo B
| Equipo          | Pts | PJ | PG | PE | PP | GF | GC | Dif |
| --------------- | --- | -- | -- | -- | -- | -- | -- | --- |
| China           | 9   | 3  | 3  | 0  | 0  | 5  | 2  | 3   |
| Uzbekistán      | 6   | 3  | 2  | 0  | 1  | 5  | 3  | 2   |
| Arabia Saudita  | 3   | 3  | 1  | 0  | 2  | 5  | 5  | 0   |
| Corea del Norte | 0   | 3  | 0  | 0  | 3  | 2  | 7  | -5  |

| 10 de enero de 2015 | Uzbekistán  | 1:0 (0:0) | Corea del Norte | Estadio Australia, Sídney                                   |                                                             |
| 18:00 (AEDT)        | Sergeev 62' | Reporte   |                 | Asistencia: 12 078 espectadores Árbitro(s): Nawaf Shukralla | Asistencia: 12 078 espectadores Árbitro(s): Nawaf Shukralla |

| 10 de enero de 2015 | Arabia Saudita | 0:1 (0:0) | China      | Estadio de Brisbane, Brisbane                               |                                                             |
| 19:00 (AEST)        |                | Reporte   | Yu Hai 81' | Asistencia: 12 557 espectadores Árbitro(s): Alireza Faghani | Asistencia: 12 557 espectadores Árbitro(s): Alireza Faghani |

| 14 de enero de 2015 | Corea del Norte | 1:4 (1:1) | Arabia Saudita                                 | Estadio Rectangular, Melbourne                                 |                                                                |
| 18:00 (AEDT)        | Ryang 11'       | Reporte   | Hazazi 37' · Al-Sahlawi 52', 54' · Al-Abed 77' | Asistencia: 12 349 espectadores Árbitro(s): Abdullah Al Hilali | Asistencia: 12 349 espectadores Árbitro(s): Abdullah Al Hilali |

| 14 de enero de 2015 | China                  | 2:1 (0:1) | Uzbekistán  | Estadio de Brisbane, Brisbane                              |                                                            |
| 19:00 (AEST)        | Wu Xi 55' · Sun Ke 68' | Reporte   | Ahmedov 22' | Asistencia: 13 674 espectadores Árbitro(s): Mohamed Hassan | Asistencia: 13 674 espectadores Árbitro(s): Mohamed Hassan |

| 18 de enero de 2015 | Uzbekistán                    | 3:1 (1:0) | Arabia Saudita        | Estadio Rectangular, Melbourne                           |                                                          |
| 20:00 (AEDT)        | Rashidov 2' 79' · Shodiev 71' | Reporte   | Al-Sahlawi 60' (pen.) | Asistencia: 10 871 espectadores Árbitro(s): Ben Williams | Asistencia: 10 871 espectadores Árbitro(s): Ben Williams |

| 18 de enero de 2015 | China         | 2:1 (2:0) | Corea del Norte    | Estadio de Canberra, Canberra                                 |                                                               |
| 20:00 (AEDT)        | Sun Ke 1' 42' | Reporte   | Gao Lin 56' (a.g.) | Asistencia: 18 457 espectadores Árbitro(s): Abdulrahman Abdou | Asistencia: 18 457 espectadores Árbitro(s): Abdulrahman Abdou |

### Grupo C
| Equipo                 | Pts | PJ | PG | PE | PP | GF | GC | Dif |
| ---------------------- | --- | -- | -- | -- | -- | -- | -- | --- |
| Irán                   | 9   | 3  | 3  | 0  | 0  | 4  | 0  | 4   |
| Emiratos Árabes Unidos | 6   | 3  | 2  | 0  | 1  | 6  | 3  | 3   |
| Baréin                 | 3   | 3  | 1  | 0  | 2  | 3  | 5  | -2  |
| Catar                  | 0   | 3  | 0  | 0  | 3  | 2  | 7  | -5  |

| 11 de enero de 2015 | Emiratos Árabes Unidos            | 4:1 (1:1) | Catar       | Estadio de Canberra, Canberra                             |                                                           |
| 18:00 (AEDT)        | Khalil 37' 52' · Mabkhout 56' 89' | Reporte   | Ibrahim 22' | Asistencia: 5 513 espectadores Árbitro(s): Kim Jong-Hyeok | Asistencia: 5 513 espectadores Árbitro(s): Kim Jong-Hyeok |

| 11 de enero de 2015 | Irán                        | 2:0 (1:0) | Baréin | Estadio Rectangular, Melbourne                           |                                                          |
| 20:00 (AEDT)        | Hajsafi 45+2' · Shojaei 71' | Reporte   |        | Asistencia: 17 712 espectadores Árbitro(s): Ben Williams | Asistencia: 17 712 espectadores Árbitro(s): Ben Williams |

| 15 de enero de 2015 | Baréin         | 1:2 (1:1) | Emiratos Árabes Unidos          | Estadio de Canberra, Canberra                               |                                                             |
| 18:00 (AEDT)        | Okwunwanne 26' | Reporte   | Mabkhout 1' · Husain 73' (a.g.) | Asistencia: 7925 espectadores Árbitro(s): Christopher Beath | Asistencia: 7925 espectadores Árbitro(s): Christopher Beath |

| 15 de enero de 2015 | Catar | 0:1 (0:0) | Irán       | Estadio Australia, Sídney                                   |                                                             |
| 20:00 (AEDT)        |       | Reporte   | Azmoun 52' | Asistencia: 22 672 espectadores Árbitro(s): Ravshan Irmatov | Asistencia: 22 672 espectadores Árbitro(s): Ravshan Irmatov |

| 19 de enero de 2015 | Irán                  | 1:0 (0:0) | Emiratos Árabes Unidos | Estadio de Brisbane, Brisbane                          |                                                        |
| 19:00 (AEST)        | Ghoochannejhad 90'+1' | Reporte   |                        | Asistencia: 11 394 espectadores Árbitro(s): Ryuji Sato | Asistencia: 11 394 espectadores Árbitro(s): Ryuji Sato |

| 19 de enero de 2015 | Catar         | 1:2 (0:1) | Baréin                   | Estadio Australia, Sídney                                    |                                                              |
| 20:00 (AEDT)        | Al-Haydos 68' | Reporte   | Shubbar 35' · Jaafar 82' | Asistencia: 4841 espectadores Árbitro(s): Abdullah Al Hilali | Asistencia: 4841 espectadores Árbitro(s): Abdullah Al Hilali |

### Grupo D
| Equipo    | Pts | PJ | PG | PE | PP | GF | GC | Dif |
| --------- | --- | -- | -- | -- | -- | -- | -- | --- |
| Japón     | 9   | 3  | 3  | 0  | 0  | 7  | 0  | 7   |
| Irak      | 6   | 3  | 2  | 0  | 1  | 3  | 1  | 2   |
| Jordania  | 3   | 3  | 1  | 0  | 2  | 5  | 4  | 1   |
| Palestina | 0   | 3  | 0  | 0  | 3  | 1  | 11 | -10 |

| 12 de enero de 2015 | Japón                                                  | 4:0 (3:0) | Palestina | Estadio de Newcastle, Newcastle                               |                                                               |
| 18:00 (AEDT)        | Endō 8' · Okazaki 25' · Honda 44' (pen.) · Yoshida 49' | Reporte   |           | Asistencia: 15 497 espectadores Árbitro(s): Abdulrahman Abdou | Asistencia: 15 497 espectadores Árbitro(s): Abdulrahman Abdou |

| 12 de enero de 2015 | Jordania | 0:1 (0:0) | Irak      | Estadio de Brisbane, Brisbane                               |                                                             |
| 19:00 (AEST)        |          | Reporte   | Kasim 77' | Asistencia: 6 840 espectadores Árbitro(s): Fahad Al-Mirdasi | Asistencia: 6 840 espectadores Árbitro(s): Fahad Al-Mirdasi |

| 16 de enero de 2015 | Palestina     | 1:5 (0:3) | Jordania                                         | Estadio Rectangular, Melbourne                             |                                                            |
| 18:00 (AEDT)        | Ihbeisheh 85' | Reporte   | Al-Rawashdeh 33' · Al-Dardour 35' 45'+2' 75' 80' | Asistencia: 10 808 espectadores Árbitro(s): Kim Jong-Hyeok | Asistencia: 10 808 espectadores Árbitro(s): Kim Jong-Hyeok |

| 16 de enero de 2015 | Irak | 0:1 (0:1) | Japón            | Estadio de Brisbane, Brisbane                               |                                                             |
| 19:00 (AEST)        |      | Reporte   | Honda 23' (pen.) | Asistencia: 22 941 espectadores Árbitro(s): Alireza Faghani | Asistencia: 22 941 espectadores Árbitro(s): Alireza Faghani |

| 20 de enero de 2015 | Japón                  | 2:0 (1:0) | Jordania | Estadio Rectangular, Melbourne                              |                                                             |
| 20:00 (AEDT)        | Honda 24' · Kagawa 82' | Reporte   |          | Asistencia: 25 016 espectadores Árbitro(s): Ravshan Irmatov | Asistencia: 25 016 espectadores Árbitro(s): Ravshan Irmatov |

| 20 de enero de 2015 | Irak                    | 2:0 (0:0) | Palestina | Estadio de Canberra, Canberra                              |                                                            |
| 20:00 (AEDT)        | Mahmoud 48' · Gheni 88' | Reporte   |           | Asistencia: 10 235 espectadores Árbitro(s): Mohamed Hassan | Asistencia: 10 235 espectadores Árbitro(s): Mohamed Hassan |

## Fase final
|  | Cuartos de final            | Cuartos de final       |               |       | Semifinales                  | Semifinales                  |  |  | Final | Final |
|  |                             |                        |               |       |                              |                              |  |  |       |       |
|  | 22 de enero                 |                        |               |       |                              |                              |  |  |       |       |
|  |                             |                        |               |       |                              |                              |  |  |       |       |
|  | Corea del Sur               | 2                      |               |       |                              |                              |  |  |       |       |
|  | Corea del Sur               | 2                      | 26 de enero   |       |                              |                              |  |  |       |       |
|  | Uzbekistán                  | 0                      |               |       |                              |                              |  |  |       |       |
|  | Uzbekistán                  | 0                      | Corea del Sur | 2     |                              |                              |  |  |       |       |
|  | 23 de enero                 |                        | Corea del Sur | 2     |                              |                              |  |  |       |       |
|  |                             | Irak                   | 0             |       |                              |                              |  |  |       |       |
|  | Irán                        | Irak                   | 0             | 3 (6) |                              |                              |  |  |       |       |
|  | Irán                        |                        | 31 de enero   | 3 (6) |                              |                              |  |  |       |       |
|  | Irak (p.)                   | 3 (7)                  |               |       |                              |                              |  |  |       |       |
|  | Irak (p.)                   | 3 (7)                  | Corea del Sur | 1     |                              |                              |  |  |       |       |
|  | 22 de enero                 |                        | Corea del Sur | 1     |                              |                              |  |  |       |       |
|  |                             | Australia (t. s.)      | 2             |       |                              |                              |  |  |       |       |
|  | Australia                   | Australia (t. s.)      | 2             | 2     |                              |                              |  |  |       |       |
|  | Australia                   | 27 de enero            |               | 2     |                              |                              |  |  |       |       |
|  | China                       | 0                      |               |       |                              |                              |  |  |       |       |
|  | China                       | 0                      | Australia     | 2     |                              |                              |  |  |       |       |
|  | 23 de enero                 |                        | Australia     | 2     |                              |                              |  |  |       |       |
|  |                             | Emiratos Árabes Unidos | 0             |       | Partido por el tercer puesto | Partido por el tercer puesto |  |  |       |       |
|  | Japón                       | Emiratos Árabes Unidos | 0             | 1 (4) | Partido por el tercer puesto | Partido por el tercer puesto |  |  |       |       |
|  | Japón                       |                        | 30 de enero   | 1 (4) |                              |                              |  |  |       |       |
|  | Emiratos Árabes Unidos (p.) | 1 (5)                  |               |       |                              |                              |  |  |       |       |
|  | Emiratos Árabes Unidos (p.) | 1 (5)                  | Irak          | 2     |                              |                              |  |  |       |       |
|  |                             |                        |               |       |                              |                              |  |  |       |       |
|  | Emiratos Árabes Unidos      | 3                      |               |       |                              |                              |  |  |       |       |
|  | Emiratos Árabes Unidos      | 3                      |               |       |                              |                              |  |  |       |       |

### Cuartos de final
| 22 de enero de 2015 | Corea del Sur            | 2:0 (0:0; 0:0) (t. s.) | Uzbekistán | Estadio Rectangular, Melbourne                               |                                                              |
| 18:30 (AEDT)        | Son Heung-min 104', 119' | Reporte                |            | Asistencia: 23 381 espectadores Árbitro(s): Fahad Al-Mirdasi | Asistencia: 23 381 espectadores Árbitro(s): Fahad Al-Mirdasi |

| 22 de enero de 2015 | Australia       | 2:0 (0:0) | China | Estadio de Brisbane, Brisbane                              |                                                            |
| 20:30 (AEST)        | Cahill 49', 65' | Reporte   |       | Asistencia: 46 067 espectadores Árbitro(s): Kim Jong-Hyeok | Asistencia: 46 067 espectadores Árbitro(s): Kim Jong-Hyeok |

| 23 de enero de 2015 | Irán                                                                                       | 3:3 (1:1; 1:0) (t. s.)(6:7 p.) | Irak                                                                     | Estadio de Canberra, Canberra                            |                                                          |
| 17:30 (AEDT)        | Azmoun 24' · Pouraliganji 103' · Ghoochannejhad 119'                                       | Reporte                        | Yaseen 56' · Mahmoud 93' · Ismael 116' (pen.)                            | Asistencia: 18 921 espectadores Árbitro(s): Ben Williams | Asistencia: 18 921 espectadores Árbitro(s): Ben Williams |
|                     |                                                                                            | Tiros desde el punto penal     |                                                                          |                                                          |                                                          |
|                     | Hajsafi · Pouraliganji · Nekounam · Hosseini · Ghafouri · Jahanbakhsh · Teymourian · Amiri |                                | Abdulameen · Salim · Ismail · Adnan · Mahmoud · Kasim · Hussein · Shakim |                                                          |                                                          |

| 23 de enero de 2015 | Japón                                                    | 1:1 (1:1; 0:1) (t. s.)(4:5 p.) | Emiratos Árabes Unidos                                        | Estadio Australia, Sídney                                   |                                                             |
| 20:30 (AEDT)        | Shibasaki 80'                                            | Reporte                        | Mabkhout 7'                                                   | Asistencia: 19 024 espectadores Árbitro(s): Alireza Faghani | Asistencia: 19 024 espectadores Árbitro(s): Alireza Faghani |
|                     |                                                          | Tiros desde el punto penal     |                                                               |                                                             |                                                             |
|                     | Honda · Hasebe · Shibasaki · Toyoda · Morishige · Kagawa |                                | Abdulrahman · Mabkhout · Esmaeel · Hassan · Al Fardan · Ahmed |                                                             |                                                             |

### Semifinales
| 26 de enero de 2015 | Corea del Sur                            | 2:0 (1:0) | Irak | Estadio Australia, Sídney                              |                                                        |
| 20:00 (AEDT)        | Lee Jeong-hyeop 20' · Kim Young-gwon 50' | Reporte   |      | Asistencia: 36 053 espectadores Árbitro(s): Ryuji Sato | Asistencia: 36 053 espectadores Árbitro(s): Ryuji Sato |

| 27 de enero de 2015 | Australia                   | 2:0 (2:0) | Emiratos Árabes Unidos | Estadio de Newcastle, Newcastle                             |                                                             |
| 20:00 (AEDT)        | Sainsbury 3' · Davidson 14' | Reporte   |                        | Asistencia: 21 079 espectadores Árbitro(s): Ravshan Irmatov | Asistencia: 21 079 espectadores Árbitro(s): Ravshan Irmatov |

### Tercer lugar
| 30 de enero de 2015 | Irak                  | 2:3 (2:1) | Emiratos Árabes Unidos                | Estadio de Newcastle, Newcastle                             |                                                             |
| 20:00 (AEDT)        | Salim 28' · Kalaf 42' | Reporte   | Khalil 16', 51' · Mabkhout 57' (pen.) | Asistencia: 12 829 espectadores Árbitro(s): Nawaf Shukralla | Asistencia: 12 829 espectadores Árbitro(s): Nawaf Shukralla |

### Final
| 31 de enero de 2015 | Australia                | 2:1 (1:1; 1:0) (t. s.) | Corea del Sur       | Estadio Olímpico de Sídney, Sídney                          |                                                             |
| 20:00 (AEDT)        | Luongo 45' · Troisi 105' | Reporte                | Son Heung-min 90+1' | Asistencia: 76 385 espectadores Árbitro(s): Alireza Faghani | Asistencia: 76 385 espectadores Árbitro(s): Alireza Faghani |

|                               |
| Bandera de Australia          |
| Campeón Australia 1.er título |

## Estadísticas

### Tabla general
La tabla general indica la posición que ocupó cada selección al finalizar el torneo, el rendimiento se obtiene de la relación entre los puntos obtenidos y los partidos jugados por las selecciones y se expresa en porcentajes. La tabla se divide según la fase alcanzada por cada país.
Si algún partido de la fase de eliminación se define mediante tiros de penal, el resultado final del juego se considera como empate.

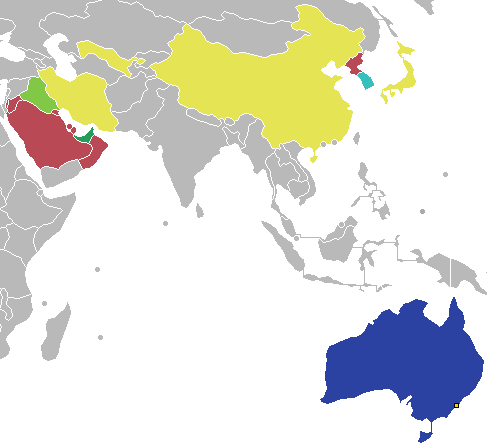
Países participantes según la fase alcanzada en el torneo.
Campeón
Subcampeón
Tercer lugar
Cuarto lugar
Cuartos de final
Fase de grupos

| Campeón Subcampeón | Tercer lugar Cuarto lugar | Cuartos de final Fase de grupos |

| Pos. | Equipo                 | Pts | PJ | PG | PE | PP | GF | GC | Dif. | Rend. |
| ---- | ---------------------- | --- | -- | -- | -- | -- | -- | -- | ---- | ----- |
| 1    | Australia              | 15  | 6  | 5  | 0  | 1  | 14 | 3  | 11   | 83.3% |
| 2    | Corea del Sur          | 15  | 6  | 5  | 0  | 1  | 8  | 2  | 6    | 83.3% |
| 3    | Emiratos Árabes Unidos | 10  | 6  | 3  | 1  | 2  | 10 | 8  | 2    | 55.6% |
| 4    | Irak                   | 7   | 6  | 2  | 1  | 3  | 8  | 9  | -1   | 38.8% |
| 5    | Japón                  | 10  | 4  | 3  | 1  | 0  | 8  | 1  | 7    | 83.3% |
| 6    | Irán                   | 10  | 4  | 3  | 1  | 0  | 7  | 3  | 4    | 83.3% |
| 7    | China                  | 9   | 4  | 3  | 0  | 1  | 5  | 4  | 1    | 75.0% |
| 8    | Uzbekistán             | 6   | 4  | 2  | 0  | 2  | 5  | 5  | 0    | 50.0% |
| 9    | Jordania               | 3   | 3  | 1  | 0  | 2  | 5  | 4  | 1    | 33.3% |
| 10   | Arabia Saudita         | 3   | 3  | 1  | 0  | 2  | 5  | 5  | 0    | 33.3% |
| 11   | Baréin                 | 3   | 3  | 1  | 0  | 2  | 3  | 5  | -2   | 33.3% |
| 12   | Omán                   | 3   | 3  | 1  | 0  | 2  | 1  | 5  | -4   | 33.3% |
| 13   | Catar                  | 0   | 3  | 0  | 0  | 3  | 2  | 7  | -5   | 0.0%  |
| 14   | Corea del Norte        | 0   | 3  | 0  | 0  | 3  | 2  | 7  | -5   | 0.0%  |
| 15   | Kuwait                 | 0   | 3  | 0  | 0  | 3  | 1  | 6  | -5   | 0.0%  |
| 16   | Palestina              | 0   | 3  | 0  | 0  | 3  | 1  | 11 | -10  | 0.0%  |

### Goleadores
| Jugador             | Selección              | Goles | PJ |
| ------------------- | ---------------------- | ----- | -- |
| Ali Mabkhout        | Emiratos Árabes Unidos | 5     | 6  |
| Hamza Al-Dardour    | Jordania               | 4     | 2  |
| Ahmed Khalil        | Emiratos Árabes Unidos | 4     | 6  |
| Sun Ke              | China                  | 3     | 3  |
| Mohammed Al-Sahlawi | Arabia Saudita         | 3     | 3  |
| Keisuke Honda       | Japón                  | 3     | 4  |
| Son Heung-Min       | Corea del Sur          | 3     | 5  |
| Tim Cahill          | Australia              | 3     | 6  |

| Lista completa | Lista completa  | Lista completa | Lista completa | Lista completa |
| --- | --------------- | -------------- | -------------- | -------------- |
| \| Jugador \| Selección \| \| PJ \| \| -------------------- \| --------------- \| - \| -- \| \| Sardor Rashidov \| Uzbekistán \| 2 \| 4 \| \| Reza Ghoochannejhad \| Irán \| 2 \| 4 \| \| Sardar Azmoun \| Irán \| 2 \| 4 \| \| James Troisi \| Australia \| 2 \| 5 \| \| Lee Jeong-hyeop \| Corea del Sur \| 2 \| 6 \| \| Ahmed Yasin \| Irak \| 2 \| 6 \| \| Younis Mahmoud \| Irak \| 2 \| 6 \| \| Massimo Luongo \| Australia \| 2 \| 6 \| \| Hussain Fadhel \| Kuwait \| 1 \| 1 \| \| Vokhid Shodiev \| Uzbekistán \| 1 \| 1 \| \| Gaku Shibasaki \| Japón \| 1 \| 2 \| \| Jaka Ihbeisheh \| Palestina \| 1 \| 2 \| \| Khalfan Ibrahim \| Catar \| 1 \| 2 \| \| Cho Young-Cheol \| Corea del Sur \| 1 \| 2 \| \| Ehsan Hajsafi \| Irán \| 1 \| 3 \| \| Masoud Shojaei \| Irán \| 1 \| 3 \| \| Yusuf Al-Rawashdeh \| Jordania \| 1 \| 3 \| \| Igor Sergeev \| Uzbekistán \| 1 \| 3 \| \| Sayed Dhiya Saeed \| Baréin \| 1 \| 3 \| \| Sayed Jaafar \| Baréin \| 1 \| 3 \| \| Jaycee Okwunwanne \| Baréin \| 1 \| 3 \| \| Hassan Al-Haydos \| Catar \| 1 \| 3 \| \| Naif Hazazi \| Arabia Saudita \| 1 \| 3 \| \| Nawaf Al-Abed \| Arabia Saudita \| 1 \| 3 \| \| Ryang Yong-Gi \| Corea del Norte \| 1 \| 3 \| \| Abdulaziz Al-Muqbali \| Omán \| 1 \| 3 \| \| Nam Tae-Hee \| Corea del Sur \| 1 \| 4 \| \| Mile Jedinak \| Australia \| 1 \| 4 \| \| Matt McKay \| Australia \| 1 \| 4 \| \| Jason Davidson \| Australia \| 1 \| 4 \| \| Shinji Kagawa \| Japón \| 1 \| 4 \| \| Yasuhito Endō \| Japón \| 1 \| 4 \| \| Shinji Okazaki \| Japón \| 1 \| 4 \| \| Maya Yoshida \| Japón \| 1 \| 4 \| \| Morteza Pouraliganji \| Irán \| 1 \| 4 \| \| Odil Ahmedov \| Uzbekistán \| 1 \| 4 \| \| Yu Hai \| China \| 1 \| 4 \| \| Wu Xi \| China \| 1 \| 4 \| \| Kim Young-Gwon \| Corea del Sur \| 1 \| 5 \| \| Yaser Kasim \| Irak \| 1 \| 5 \| \| Tomi Juric \| Australia \| 1 \| 5 \| \| Mark Milligan \| Australia \| 1 \| 5 \| \| Dhurgham Ismail \| Irak \| 1 \| 6 \| \| Waleed Salim \| Irak \| 1 \| 6 \| \| Amjad Kalaf \| Irak \| 1 \| 6 \| \| Robbie Kruse \| Australia \| 1 \| 6 \| \| Trent Sainsbury \| Australia \| 1 \| 6 \| |                 |                |                |                |
| Jugador | Selección       | Goles          | PJ             |                |
| Sardor Rashidov | Uzbekistán      | 2              | 4              |                |
| Reza Ghoochannejhad | Irán            | 2              | 4              |                |
| Sardar Azmoun | Irán            | 2              | 4              |                |
| James Troisi | Australia       | 2              | 5              |                |
| Lee Jeong-hyeop | Corea del Sur   | 2              | 6              |                |
| Ahmed Yasin | Irak            | 2              | 6              |                |
| Younis Mahmoud | Irak            | 2              | 6              |                |
| Massimo Luongo | Australia       | 2              | 6              |                |
| Hussain Fadhel | Kuwait          | 1              | 1              |                |
| Vokhid Shodiev | Uzbekistán      | 1              | 1              |                |
| Gaku Shibasaki | Japón           | 1              | 2              |                |
| Jaka Ihbeisheh | Palestina       | 1              | 2              |                |
| Khalfan Ibrahim | Catar           | 1              | 2              |                |
| Cho Young-Cheol | Corea del Sur   | 1              | 2              |                |
| Ehsan Hajsafi | Irán            | 1              | 3              |                |
| Masoud Shojaei | Irán            | 1              | 3              |                |
| Yusuf Al-Rawashdeh | Jordania        | 1              | 3              |                |
| Igor Sergeev | Uzbekistán      | 1              | 3              |                |
| Sayed Dhiya Saeed | Baréin          | 1              | 3              |                |
| Sayed Jaafar | Baréin          | 1              | 3              |                |
| Jaycee Okwunwanne | Baréin          | 1              | 3              |                |
| Hassan Al-Haydos | Catar           | 1              | 3              |                |
| Naif Hazazi | Arabia Saudita  | 1              | 3              |                |
| Nawaf Al-Abed | Arabia Saudita  | 1              | 3              |                |
| Ryang Yong-Gi | Corea del Norte | 1              | 3              |                |
| Abdulaziz Al-Muqbali | Omán            | 1              | 3              |                |
| Nam Tae-Hee | Corea del Sur   | 1              | 4              |                |
| Mile Jedinak | Australia       | 1              | 4              |                |
| Matt McKay | Australia       | 1              | 4              |                |
| Jason Davidson | Australia       | 1              | 4              |                |
| Shinji Kagawa | Japón           | 1              | 4              |                |
| Yasuhito Endō | Japón           | 1              | 4              |                |
| Shinji Okazaki | Japón           | 1              | 4              |                |
| Maya Yoshida | Japón           | 1              | 4              |                |
| Morteza Pouraliganji | Irán            | 1              | 4              |                |
| Odil Ahmedov | Uzbekistán      | 1              | 4              |                |
| Yu Hai | China           | 1              | 4              |                |
| Wu Xi | China           | 1              | 4              |                |
| Kim Young-Gwon | Corea del Sur   | 1              | 5              |                |
| Yaser Kasim | Irak            | 1              | 5              |                |
| Tomi Juric | Australia       | 1              | 5              |                |
| Mark Milligan | Australia       | 1              | 5              |                |
| Dhurgham Ismail | Irak            | 1              | 6              |                |
| Waleed Salim | Irak            | 1              | 6              |                |
| Amjad Kalaf | Irak            | 1              | 6              |                |
| Robbie Kruse | Australia       | 1              | 6              |                |
| Trent Sainsbury | Australia       | 1              | 6              |                |

### Asistentes
| Jugador             | Selección              | Asist. | Minutos |
| ------------------- | ---------------------- | ------ | ------- |
| Massimo Luongo      | Australia              | 4      | 6       |
| Omar Abdulrahman    | Emiratos Árabes Unidos | 4      | 6       |
| Faouzi Aaish        | Baréin                 | 3      | 3       |
| Andranik Teymourian | Irán                   | 3      | 4       |
| Abdallah Deeb       | Jordania               | 2      | 3       |
| Shinji Kagawa       | Japón                  | 2      | 4       |
| Alaa Abdul-Zahra    | Irak                   | 2      | 4       |
| Cha Du-Ri           | Corea del Sur          | 2      | 5       |
| Ivan Franjić        | Australia              | 2      | 6       |
| Mathew Leckie       | Australia              | 2      | 6       |
| Trent Sainsbury     | Australia              | 2      | 6       |

| Lista completa | Lista completa         | Lista completa | Lista completa | Lista completa |
| --- | ---------------------- | -------------- | -------------- | -------------- |
| \| Jugador \| Selección \| \| PJ \| \| ------------------ \| ---------------------- \| - \| -- \| \| Hamza Al-Dardour \| Jordania \| 1 \| 2 \| \| Gao Lin \| China \| 1 \| 2 \| \| Abdullah Al-Zori \| Arabia Saudita \| 1 \| 2 \| \| Server Djeparov \| Uzbekistán \| 1 \| 2 \| \| Jasur Hasanov \| Uzbekistán \| 1 \| 2 \| \| Mohammed Al-Siyabi \| Omán \| 1 \| 2 \| \| Timur Kapadze \| Uzbekistán \| 1 \| 3 \| \| Oday Zahran \| Jordania \| 1 \| 3 \| \| Odai Al-Saify \| Jordania \| 1 \| 3 \| \| Nawaf Al-Abed \| Arabia Saudita \| 1 \| 3 \| \| Aziz Mashaan \| Kuwait \| 1 \| 3 \| \| Jason Davidson \| Australia \| 1 \| 4 \| \| Yoshinori Muto \| Japón \| 1 \| 4 \| \| Keisuke Honda \| Japón \| 1 \| 4 \| \| Takashi Inui \| Japón \| 1 \| 4 \| \| Vouria Ghafouri \| Irán \| 1 \| 4 \| \| Ashkan Dejagah \| Irán \| 1 \| 4 \| \| Jiang Zhipeng \| China \| 1 \| 4 \| \| Zheng Zhi \| China \| 1 \| 4 \| \| Shavkat Mullajanov \| Uzbekistán \| 1 \| 4 \| \| Odil Ahmedov \| Uzbekistán \| 1 \| 4 \| \| Lee Keun-Ho \| Corea del Sur \| 1 \| 5 \| \| Ali Adnan \| Irak \| 1 \| 5 \| \| Ki Sung-Yueng \| Corea del Sur \| 1 \| 6 \| \| Kim Jin-Su \| Corea del Sur \| 1 \| 6 \| \| Lee Jeong-hyeop \| Corea del Sur \| 1 \| 6 \| \| Amer Abdulrahman \| Emiratos Árabes Unidos \| 1 \| 6 \| \| Amjad Kalaf \| Irak \| 1 \| 6 \| \| Waleed Salim \| Irak \| 1 \| 6 \| |                        |                |                |                |
| Jugador | Selección              | Asistencias    | PJ             |                |
| Hamza Al-Dardour | Jordania               | 1              | 2              |                |
| Gao Lin | China                  | 1              | 2              |                |
| Abdullah Al-Zori | Arabia Saudita         | 1              | 2              |                |
| Server Djeparov | Uzbekistán             | 1              | 2              |                |
| Jasur Hasanov | Uzbekistán             | 1              | 2              |                |
| Mohammed Al-Siyabi | Omán                   | 1              | 2              |                |
| Timur Kapadze | Uzbekistán             | 1              | 3              |                |
| Oday Zahran | Jordania               | 1              | 3              |                |
| Odai Al-Saify | Jordania               | 1              | 3              |                |
| Nawaf Al-Abed | Arabia Saudita         | 1              | 3              |                |
| Aziz Mashaan | Kuwait                 | 1              | 3              |                |
| Jason Davidson | Australia              | 1              | 4              |                |
| Yoshinori Muto | Japón                  | 1              | 4              |                |
| Keisuke Honda | Japón                  | 1              | 4              |                |
| Takashi Inui | Japón                  | 1              | 4              |                |
| Vouria Ghafouri | Irán                   | 1              | 4              |                |
| Ashkan Dejagah | Irán                   | 1              | 4              |                |
| Jiang Zhipeng | China                  | 1              | 4              |                |
| Zheng Zhi | China                  | 1              | 4              |                |
| Shavkat Mullajanov | Uzbekistán             | 1              | 4              |                |
| Odil Ahmedov | Uzbekistán             | 1              | 4              |                |
| Lee Keun-Ho | Corea del Sur          | 1              | 5              |                |
| Ali Adnan | Irak                   | 1              | 5              |                |
| Ki Sung-Yueng | Corea del Sur          | 1              | 6              |                |
| Kim Jin-Su | Corea del Sur          | 1              | 6              |                |
| Lee Jeong-hyeop | Corea del Sur          | 1              | 6              |                |
| Amer Abdulrahman | Emiratos Árabes Unidos | 1              | 6              |                |
| Amjad Kalaf | Irak                   | 1              | 6              |                |
| Waleed Salim | Irak                   | 1              | 6              |                |

### Autogoles
| Jugador        | Selección | Rival                  | Goles |
| -------------- | --------- | ---------------------- | ----- |
| Mohamed Husain | Baréin    | Emiratos Árabes Unidos | 1     |
| Gao Lin        | China     | Corea del Norte        | 1     |

### Jugadores con tres o más goles en un partido
| Pos. | Jugador          | Goles | Fecha               | Local     | Resultado | Visitante | Reporte |
| ---- | ---------------- | ----- | ------------------- | --------- | --------- | --------- | ------- |
| 1    | Hamza Al-Dardour | 4     | 16 de enero de 2015 | Palestina | 1-5       | Jordania  | Grupo D |

## Premios y reconocimientos

### Jugador del partido
Al finalizar cada encuentro se eligió a un jugador como el mejor del partido, el premio fue otorgado al jugador con mayor incidencia en el juego y se denominó oficialmente Samsung Man of the Match, debido a que el trofeo es entregado por la empresa Samsung, patrocinador oficial del torneo.
Los únicos jugadores en recibir este premio en más de una ocasión fueron Massimo Luongo y Ahmed Khalil ambos con dos preamiaciones, el australiano en el primer partido de su selección y en las semifinales y el emiratí en el debut de su selección y en el partido por el tercer lugar del torneo.
| Fase de grupos - 1.ª ronda | Fase de grupos - 1.ª ronda | Fase de grupos - 2.ª ronda | Fase de grupos - 2.ª ronda | Fase de grupos - 3.ª ronda | Fase de grupos - 3.ª ronda | Segunda fase    | Segunda fase |
| Jugador                    | Partido                    | Jugador                    | Partido                    | Jugador                    | Partido                    | Jugador         | Partido      |
| -------------------------- | -------------------------- | -------------------------- | -------------------------- | -------------------------- | -------------------------- | --------------- | ------------ |
| Massimo Luongo             | 4:1                        | Abdulaziz Al Enezi         | 0:1                        | Ki Sung-Yueng              | 0:1                        | Kwak Tae-Hwi    | 2:0          |
| Koo Ja-Cheol               | 1:0                        | Robbie Kruse               | 0:4                        | Abdulaziz Al-Muqbali       | 1:0                        | Tim Cahill      | 0:2          |
| Igor Sergeev               | 1:0                        | Nawaf Al-Abed              | 1:4                        | Sardor Rashidov            | 3:1                        | Dhurgham Ismail | 3:3          |
| Wang Dalei                 | 0:1                        | Wu Xi                      | 2:1                        | Sun Ke                     | 2:1                        | Mohanad Salem   | 1:1          |
| Ahmed Khalil               | 4:1                        | Omar Abdulrahman           | 1:2                        | R. Ghoochannejhad          | 1:0                        | Nam Tae-Hee     | 2:0          |
| Ehsan Hajsafi              | 2:0                        | Andranik Teymourian        | 0:1                        | Faouzi Aaish               | 1:2                        | Massimo Luongo  | 2:0          |
| Shinji Okazaki             | 4:0                        | Hamza Al-Dardour           | 1:5                        | Shinji Kagawa              | 2:0                        | Ahmed Khalil    | 2:3          |
| Yaser Kasim                | 0:1                        | Keisuke Honda              | 0:1                        | Saad Abdulameer            | 2:0                        | Trent Sainsbury | 1:2          |

### Mejor jugador del torneo
Premio al mejor jugador del torneo (MVP) otorgado al futbolista que tuvo mayor influencia en los partidos que jugó y en el torneo en general fue presentado por Toyota.
- Massimo Luongo

El centrocampista australiano marco en la final del torneo, jugó los 6 partidos que disputó su selección en los que registró 2 goles y 4 asistencias, además fue elegido en dos oportunidades como mejor jugador del partido, el primero en el partido inaugural contra Kuwait y luego en la semifinal contra Emiratos Árabes Unidos.

### Mejor portero del torneo
Premio al mejor portero del torneo presentado por Continental AG.
- Mathew Ryan

El portero australiano atajo en los 6 partidos de su selección en los que recibió 3 goles y mantuvo su arco imbatido en 3 partidos.

### Goleador del torneo
Premio al jugador con más goles en el torneo presentado por Konica Minolta.
- Ali Mabkhout

El delantero emiratounidense se erigió como el goleador del torneo al marcar 5 goles en 6 partidos jugados, de esta manera Ali Mabkhout se convierte en el primer jugador de Emiratos Árabes Unidos que resulta goleador de una edición de la Copa Asiática.

### Premio al juego limpio
Premio Fairplay otorgado a la selección que practicó mejor el juego limpio, presentado por Epson.
- Australia

La selección australiana sumó trece puntos en la tabla fairplay del torneo resultado de trece tarjetas amarillas y ninguna tarjeta roja.

### Equipo ideal del torneo
El equipo ideal de la Copa Asiática 2015 fue elegido por la organización del torneo.
| Pos. | Jugador          | PJ (T/S) | Minutos Jugados | Goles | Asistencias | Tarjetas Amarillas | Doble Tarjeta Amarilla y Roja | Tarjetas Rojas |
| ---- | ---------------- | -------- | --------------- | ----- | ----------- | ------------------ | ----------------------------- | -------------- |
| POR  | Mathew Ryan      | 6 (6/0)  | 570'            | 0     | 0           | 0                  | 0                             | 0              |
| DEF  | Cha Du-Ri        | 5 (3/2)  | 422'            | 0     | 2           | 1                  | 0                             | 0              |
| DEF  | Trent Sainsbury  | 6 (6/0)  | 570'            | 1     | 2           | 0                  | 0                             | 0              |
| DEF  | Kwak Tae-Hwi     | 4 (4/0)  | 420'            | 0     | 0           | 1                  | 0                             | 0              |
| DEF  | Dhurgham Ismail  | 6 (6/0)  | 570'            | 1     | 0           | 1                  | 0                             | 0              |
| MED  | Ki Sung-Yueng    | 6 (6/0)  | 599'            | 0     | 1           | 2                  | 0                             | 0              |
| MED  | Massimo Luongo   | 6 (6/0)  | 525'            | 2     | 4           | 0                  | 0                             | 0              |
| MED  | Omar Abdulrahman | 6 (6/0)  | 570'            | 0     | 4           | 2                  | 0                             | 0              |
| DEL  | Son Heung-Min    | 5 (4/1)  | 461'            | 3     | 0           | 0                  | 0                             | 0              |
| DEL  | Tim Cahill       | 6 (5/1)  | 345'            | 3     | 0           | 1                  | 0                             | 0              |
| DEL  | Ali Mabkhout     | 6 (6/0)  | 570'            | 5     | 0           | 0                  | 0                             | 0              |

## Símbolos y mercadeo

### Balón oficial
El 1 de octubre de 2014 fue anunciado como balón oficial del torneo el Nike Ordem 2 diseñada por la marca deportiva Nike, siendo esta la tercera ocasión que esta empresa multinacional proporciona el balón oficial de la Copa Asiática. La presentación estuvo a cargo del secretario general y el vicepresidente de la AFC, Dato’ Alex Soosay y Tengku Abdullah Ibni Sultan Ahmad Shah respectivamente, se realizó durante el evento de la AFC denominado AFC Asian Cup Australia 2015 Team Workshop en Kuala Lumpur, Malasia.
El patrón gráfico de la pelota se presenta en colores rojo y amarillo sobre una base blanca acompañados de dos swoosh negros, símbolos distintivo de la marca Nike. Los colores rojo y amarillo coinciden con los colores del logo del torneo el cual también es visible en el balón.

### Mascota

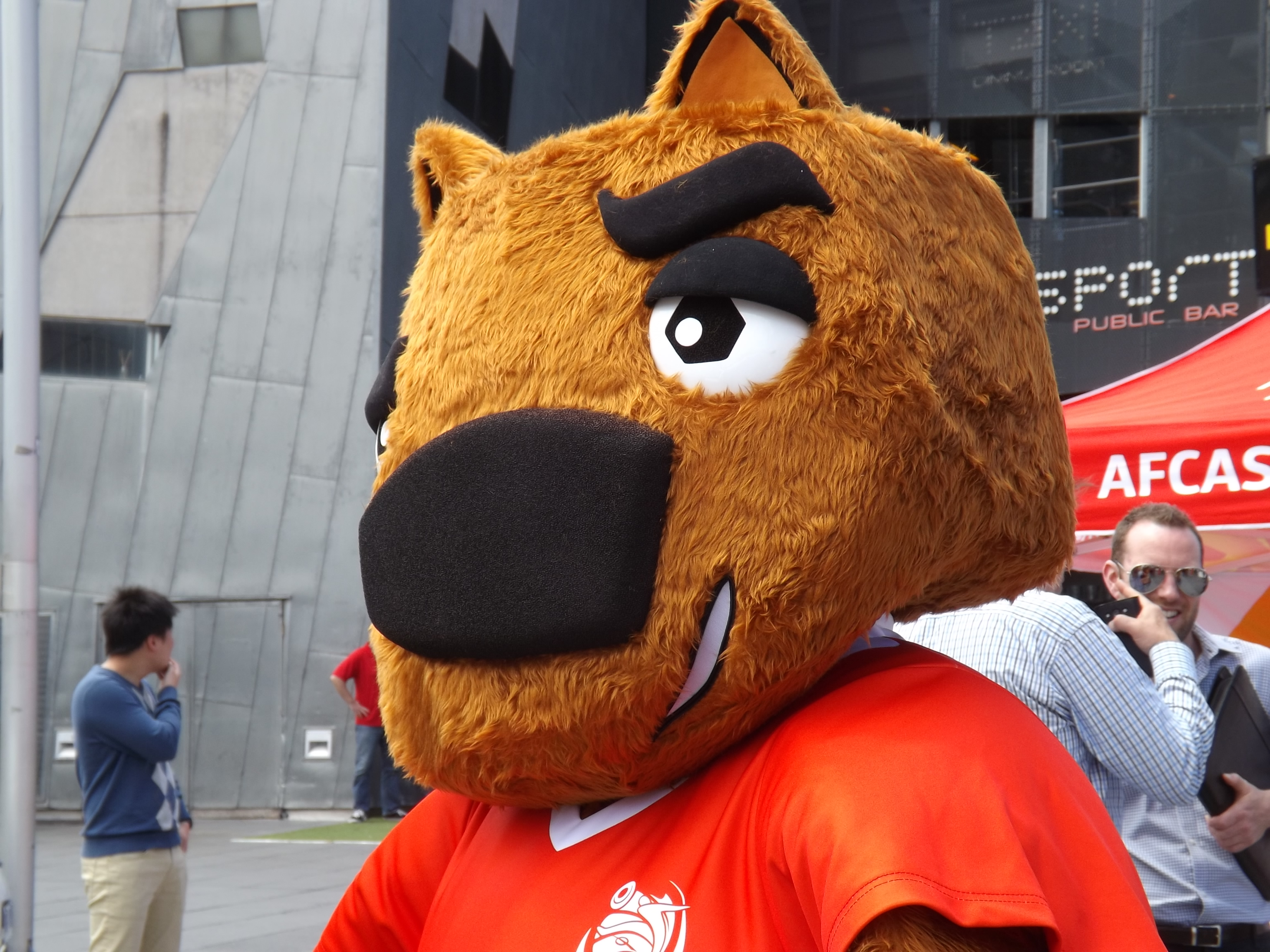
Nutmeg el wómbat, la mascota oficial del torneo

Nutmeg, la mascota del torneo representa a un marsupial diprotodonto endémico de Australia y perteneciente a la familia Vombatidae, comúnmente conocidos como uómbats o wómbats. 
Fue presentado como la mascota oficial el 10 de noviembre de 2014 por los embajadores del torneo y ex seleccionados australianos Mark Bosnich y Brett Emerton en el parque natural Wild Life Sídney ubicado en el corazón de la capital australiana. Nacido en las montañas azules del oeste de Sídney, los dos grandes amores de Nutmeg son el fútbol y darle la bienvenida a los visitantes extranjeros que llegan a tierras australianas.
Nutmeg el wómbat, fue nombrado así en alusión al regate o técnica utilizada en el fútbol y otros deportes de pelota en el que un jugador hace pasar el balón por entre las piernas del oponente, este movimiento es conocido como nutmeg en Australia e Inglaterra, mientras que en los países de habla hispana se le conoce como caño o túnel.

### Televisación
Televisoras oficiales del torneo.
| País / Región                          | Televisora(s)                                      |
| -------------------------------------- | -------------------------------------------------- |
| Australia                              | Fox Sports, Australian Broadcasting Corporation    |
| China                                  | CCTV-5, Beijing TV, Guangdong TV, PPTV, SINA, Sohu |
| Subcontinente indio y Sudeste Asiático | Fox International Channels                         |
| Indonesia                              | RCTI                                               |
| Irán                                   | IRIB                                               |
| Japón                                  | TV Asahi, NHK                                      |
| Corea del Sur                          | KBS N, MBC Sports+, SBS Korea                      |
| Malasia                                | TV3                                                |
| Medio Oriente y Norte de África        | Bein Sport, Al-Kass Sports Channel                 |
| Filipinas                              | ABS-CBN                                            |
| Tailandia                              | Channel 7 (BBTV)                                   |
| Brasil                                 | TV Globo                                           |
| Europa                                 | Eurosport                                          |
| Nueva Zelanda                          | SkyNZ                                              |
| Estados Unidos y Canadá                | ONE World Sports                                   |

### Patrocinio
Son 10 las empresas patrocinadoras y 6 las empresas auspiciadoras del torneo.
| Patrocinadores oficiales |
| --- |
| - Continental AG - Fly Emirates - Epson - Kirin - Konica Minolta - Qatar Petroleum - Saison Card - Samsung - Toshiba - Toyota |

| Auspiciadores oficiales                                        |
| -------------------------------------------------------------- |
| - Asahi Shimbun - FamilyMart - Hyundai - Makita - Nike - Nikon |